# Ligne de Ghraiba à Tozeur
 (juin 2023).
Si vous disposez d'ouvrages ou d'articles de référence ou si vous connaissez des sites web de qualité traitant du thème abordé ici, merci de compléter l'article en donnant les références utiles à sa vérifiabilité et en les liant à la section « Notes et références ».
La ligne de Ghraiba à Tozeur est une ligne de chemin de fer du centre et du sud-ouest de la Tunisie.

## Histoire
La partie sud (lignes Sfax-Gafsa-Métlaoui et Étoile minière) est originellement gérée par la Compagnie des phosphates et des chemins de fer de Gafsa conformément à une concession datée du 22 mai 1897 et accordée par l'État tunisien à cette compagnie.